# Barbie e le tre moschettiere (videogioco)
Barbie e le tre moschettiere (Barbie and the Three Musketeers) è un videogioco a piattaforme per bambine pubblicato il 3 novembre 2009 dalla Activision e reso disponibile per Nintendo DS, Wii e Microsoft Windows. Il titolo è ispirato alla popolare fashion doll Barbie, ed in particolar modo al film d'animazione Barbie e le tre moschettiere.